# Ingrid Haebler
Ingrid Haebler (Vienna, 20 giugno 1929 – 14 maggio 2023) è stata una pianista austriaca.

## Biografia
Nata a Vienna, studiò pianoforte presso l'Università Mozarteum di Salisburgo in Austria, l'Accademia della Musica di Vienna, il Conservatorio di Ginevra; si perfezionò poi privatamente a Parigi con Marguerite Long. 
Si esibì in tutto il mondo, ma divenne particolarmente nota per una serie di registrazioni svolte tra gli anni '50 e '80. Registrò integralmente le sonate per pianoforte e i concerti per pianoforte di Mozart, e le sonate di Schubert. Sperimentò l'utilizzo di strumenti d'epoca registrando musica di Johann Christian Bach suonando il fortepiano. Registrò l'integrale delle sonate di Beethoven con il violinista Henryk Szeryng, con cui incise anche numerose sonate di Mozart.
Nel 1966 il suo nome è stato dato a una varietà di tulipani.

## Discografia parziale
- Bach, J.C.: 6 Sinfonias Op. 3/6, Piano Concertos Op. 13 - Academy of St. Martin in the Fields/Eduard Melkus/Ingrid Haebler/Sir Neville Marriner/Wien Capella Academica, 1997 Philips
- Beethoven: The Complete Violin Sonatas, Vol. I - The Violin Romances - Bernard Haitink/Henryk Szeryng/Ingrid Haebler/Orchestra reale del Concertgebouw, 1995 Philips
- Mozart, Mus. per 2 pf. - Haebler/Hoffmann/Demus/Badura, Philips
- Mozart, Son. vl. e pf. K. 296, 301, 306 - Szeryng/Haebler, 1969/1972 Philips
- Mozart, Son. vl. e pf. K. 378, 380, 454 - Szeryng/Haebler, 1969/1972 Philips
- Schubert, Son. pf. (12)/Improvvisi/Momenti musicali - Haebler, 1968/1970 Decca